# Laure Lavalette
Pour les articles homonymes, voir Lavalette.
Laure Lavalette, née le 16 avril 1976 à Talence (Gironde), est une femme politique française.
Membre du Rassemblement national depuis 1997, elle est élue députée dans la 2e circonscription du Var lors des élections législatives de 2022. Elle siège au sein du groupe RN, elle est aussi membre de la commission des Affaires sociales de l'Assemblée nationale. Elle est réélue dans la même circonscription dès le premier tour en juin 2024.
Elle est également conseillère régionale de Provence-Alpes-Côte d'Azur depuis 2021 et conseillère municipale d'opposition à Toulon à partir de 2014, réélue en 2020.

## Biographie

### Vie privée
Laure Lavalette naît le 16 avril 1976 à Talence. Son père Jean-Philippe est engagé à l’extrême droite, étant membre du mouvement néo-fasciste Ordre nouveau, puis du Front national (FN). Il a été candidat pour le FN aux élections législatives de 1993 et 1997 dans la cinquième circonscription de la Gironde. Son grand-père était militant des Croix-de-Feu.
Après un master en droit de la vigne et du vin à Bordeaux, Laure Lavalette s'établit à Toulon en 1999. Catholique traditionaliste, elle assiste chaque dimanche à la messe en latin et se réclame du rite tridentin.
Elle est mère de cinq enfants, dont une fille handicapée par la trisomie 21.

### Parcours politique

#### Débuts
Entre 1996 et 1998, pendant ses études de droit, elle dirige la section bordelaise du Renouveau étudiant, un mouvement nationaliste et identitaire lié au Front national de la jeunesse et au Groupe union défense (GUD). Selon L'Express, les bagarres et agressions contre des militants de gauche et le syndicat étudiant UNEF sont fréquentes.
Elle rejoint le Front national (FN) en 1997. L’année suivante, elle est candidate aux élections cantonales à Bègles (Gironde) sous les couleurs du parti mais n'est pas élue. En 1999, elle suit Bruno Mégret quand celui-ci, alors numéro 2 du Front national, quitte le parti pour fonder le Mouvement national républicain (MNR). Elle retourne au Front national après quelques mois.
Elle est élue conseillère municipale au sein de l'opposition à Toulon en 2014 et en 2020, puis conseillère régionale en Provence-Alpes-Côte d'Azur en 2021,. Elle est aussi candidate aux élections sénatoriales de 2020 dans le Var.
Lors de l'élection présidentielle de 2022, elle est l'une des treize porte-paroles de la campagne de Marine Le Pen et apparaît alors régulièrement dans les médias. Elle a été coachée avant la campagne par l’ancien journaliste de BFM TV Pascal Humeau.

#### Députée
Candidate dans la deuxième circonscription du Var aux élections législatives de 2022, Laure Lavalette est élue députée à l'Assemblée nationale face à Ange Musso, candidat de La République en marche, après avoir recueilli 51,64 % des voix au second tour.
Elle démissionne de son mandat de conseillère municipale de Toulon au regard de la loi sur le non cumul des mandats.
À l'Assemblée nationale, elle est membre de la commission des Affaires sociales, où elle coordonne le groupe RN,.
En janvier 2023, dans le cadre de la niche parlementaire du groupe RN à l'Assemblée nationale, elle est rapporteuse d'une proposition de loi visant à permettre aux parlementaires de visiter par surprise les EHPAD et établissements médico-sociaux. Une majorité de 100 députés (contre 90) supprime le texte. En mars 2024, Laure Lavalette annonce saisir le procureur de la République en réaction aux propos de l'humoriste Mahaut Drama, qui appelait à une « révolution » si le RN arrivait au pouvoir, .
Aux élections législatives de 2024, à la suite de la dissolution de l'Assemblée nationale par Emmanuel Macron, elle est réélue dans la même circonscription dès le premier tour le 30 juin 2024 avec 50,81 % des suffrages exprimés.
En octobre 2024, elle se sépare de son collaborateur parlementaire, mis en cause pour des tweets homophobes et racistes.

#### Ligne politique
En 2014, dans le cadre de l'examen du projet de loi pour l'égalité réelle entre les femmes et les hommes à l'Assemblée nationale, elle soutient les députés UMP et Front national opposés à un amendement déposé par le PS, visant à supprimer la notion de « détresse » des conditions de recours à l'interruption volontaire de grossesse. Interrogée en 2022 sur cette prise de position, elle précise qu'enlever la notion de détresse « banalisait » et rendait « trop vague » la loi Veil. 
En 2014, elle signe un texte demandant aux élus locaux de soutenir, pour les élections sénatoriales ou l'élection présidentielle, les candidats s'engageant, entre autres, à « abroger, à terme, le droit à l'avortement ».
Lors de la campagne des élections régionales de 2015 en Provence-Alpes-Côte d'Azur, elle soutient la suppression des subventions au planning familial en cas de victoire, sur laquelle Marion Maréchal fait campagne.
En 2022, tout comme Marine Le Pen, elle s'oppose à la loi sur l'allongement du délai de l'IVG portée par la majorité LREM à l'Assemblée nationale. Toujours en 2022, elle affirme qu'à « aucun moment elle n'a remis en cause le droit à l'avortement », que « l'abrogation de la loi Veil n'est pas un objectif politique pour [elle] » et qu'elle « resignerai[t] les autres points de la charte [de 2014], mais pas celui-là ». Elle plaide pour le développement, à l'échelle municipale, « de structures qui permettraient à des mères qui voudraient avoir recours à l'IVG pour des raisons économiques de pouvoir mener à terme leur grossesse si tel est leur souhait ».
Elle est opposée à la gestation pour autrui et à la procréation médicalement assistée.
Elle dénonce également les « théories nauséabondes » de la « propagande LGBT ».
Comme députée, elle dépose un amendement visant à exclure les travailleurs étrangers du vote aux élections professionnelles.